# Tormentilla
- Commons
- Wikispecies

Tormentilla L. é um género botânico pertencente à família Rosaceae.

## Espécies
- Tormentilla officinalis
- Lista completa

## Classificação do gênero
| Sistema | Classificação                      | Referência               |
| ------- | ---------------------------------- | ------------------------ |
| Linné   | Classe Icosandria, ordem Polygynia | Species plantarum (1753) |